# Idan Tal
Idan Tal (en hebreo: עידן טל, en árabe: أدان تال) (nació el 13 de septiembre de 1975 en Jerusalén, Israel) es un exfutbolista y actual entrenador israelí.
Idan comenzó jugando en el Hapoel Jerusalem, pero en 1997 fichó por el Maccabi Petah Tikva, donde jugó 71 partidos antes de fichar por el Hapoel Tel-Aviv en diciembre de 1999. Allí jugó 14 partidos y dio el salto a la Liga española para jugar en la UD Mérida. Tras la falta de minutos, volvería a Israel al año siguiente para jugar en el Maccabi Petah Tikva, pero tras 7 partidos fue fichado por el Everton en octubre de 2000. Pero volvería a tener otra oportunidad en el fútbol español, concretamente en el Rayo Vallecano, pero no contaría con oportunidades y regresó a su país, en esta ocasión, para jugar con el equipo más laureado del momento, el Maccabi Haifa. 
En julio de 2006 dejó el campeón israelí para volver por segunda vez a Inglaterra para jugar en el Bolton Wanderers junto con Tal Ben Haim.
Desde 1998 es internacional con la Selección de fútbol de Israel.

## Selección nacional
Ha sido internacional con la Selección de fútbol de Israel, ha jugado 69 partidos internacionales y ha anotado 5 goles.

## Clubes
| Club                   | País       | Año       |
| ---------------------- | ---------- | --------- |
| Hapoel Jerusalem FC    | Israel     | 1994-1996 |
| Maccabi Petah Tikva FC | Israel     | 1997-1998 |
| Hapoel Tel Aviv FC     | Israel     | 1998      |
| CP Mérida              | España     | 1999-2000 |
| Maccabi Petah Tikva FC | Israel     | 2000      |
| Everton FC             | Inglaterra | 2000-2002 |
| Rayo Vallecano         | España     | 2003      |
| Maccabi Haifa FC       | Israel     | 2003-2006 |
| Bolton Wanderers       | Inglaterra | 2006-2007 |
| Beitar Jerusalem FC    | Israel     | 2007-2011 |
| Hapoel Jerusalem FC    | Israel     | 2011-2013 |